# Cykl biogeochemiczny
Cykl biogeochemiczny – krążenie pierwiastka lub związku chemicznego w obrębie całej ekosfery, łącznie z biosferą.
W każdym cyklu dość łatwo można wyróżnić dwie części zasobów danego pierwiastka:
- pulę zasobów (stanowi ją podstawowa część całkowitej ilości pierwiastka, która znajduje się w formie nieorganicznej poza ciałami organizmów żywych: przemiany w tej puli mają charakter abiotyczny)
- pulę wymienną (stanowi ją ta część pierwiastka, która znajduje się w żywych organizmach i ich bezpośrednim środowisku: pulę tę cechują znacznie szybsze przemiany o charakterze biotycznym).

Największe znaczenie mają następujące cykle:
- obieg azotu w przyrodzie
- obieg węgla w przyrodzie
- obieg siarki w przyrodzie
- obieg fosforu w przyrodzie (w tym obieg fosforu w wodzie)
- obieg wody w przyrodzie

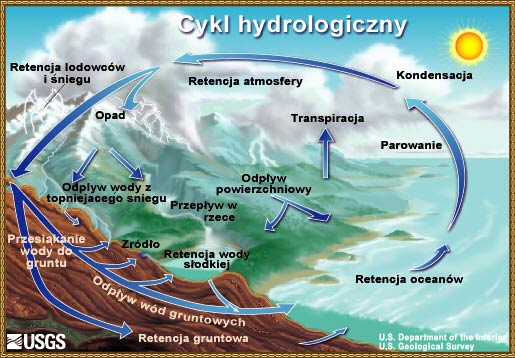
Cykl hydrologiczny
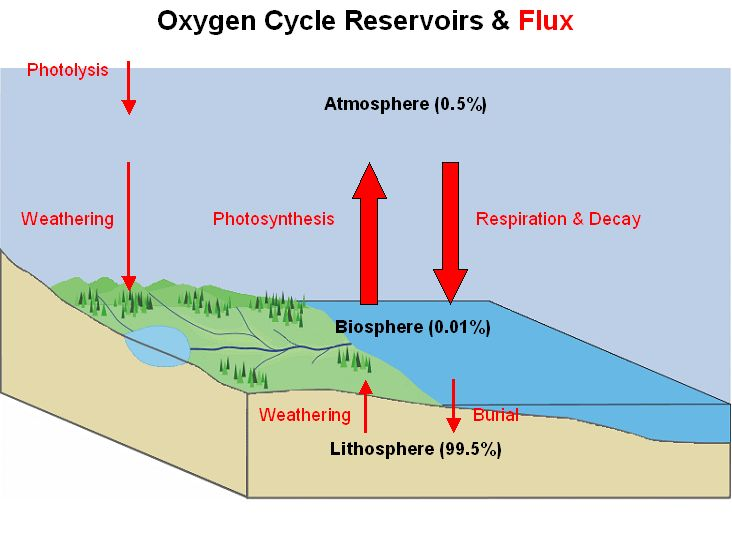
Obieg tlenu w przyrodzie
Obieg azotu w przyrodzie
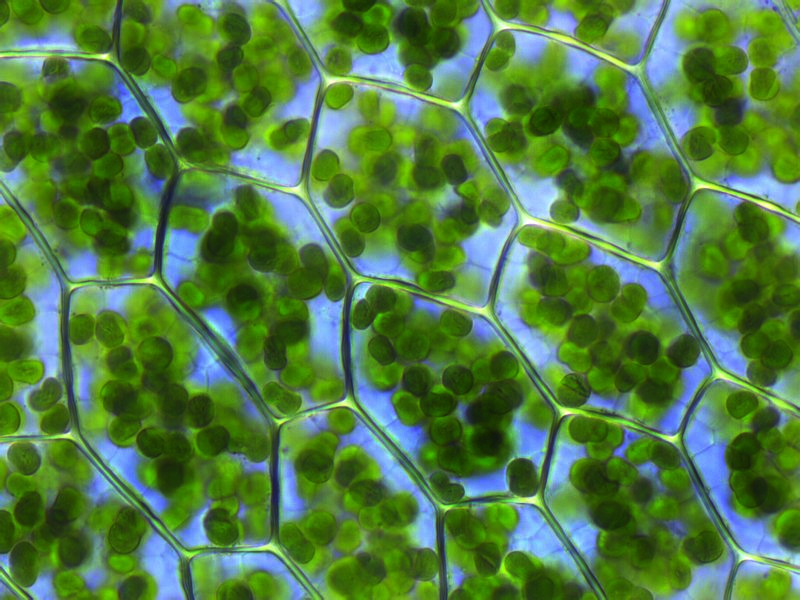
Chloroplasty (asymilacja CO2 i fotosynteza)
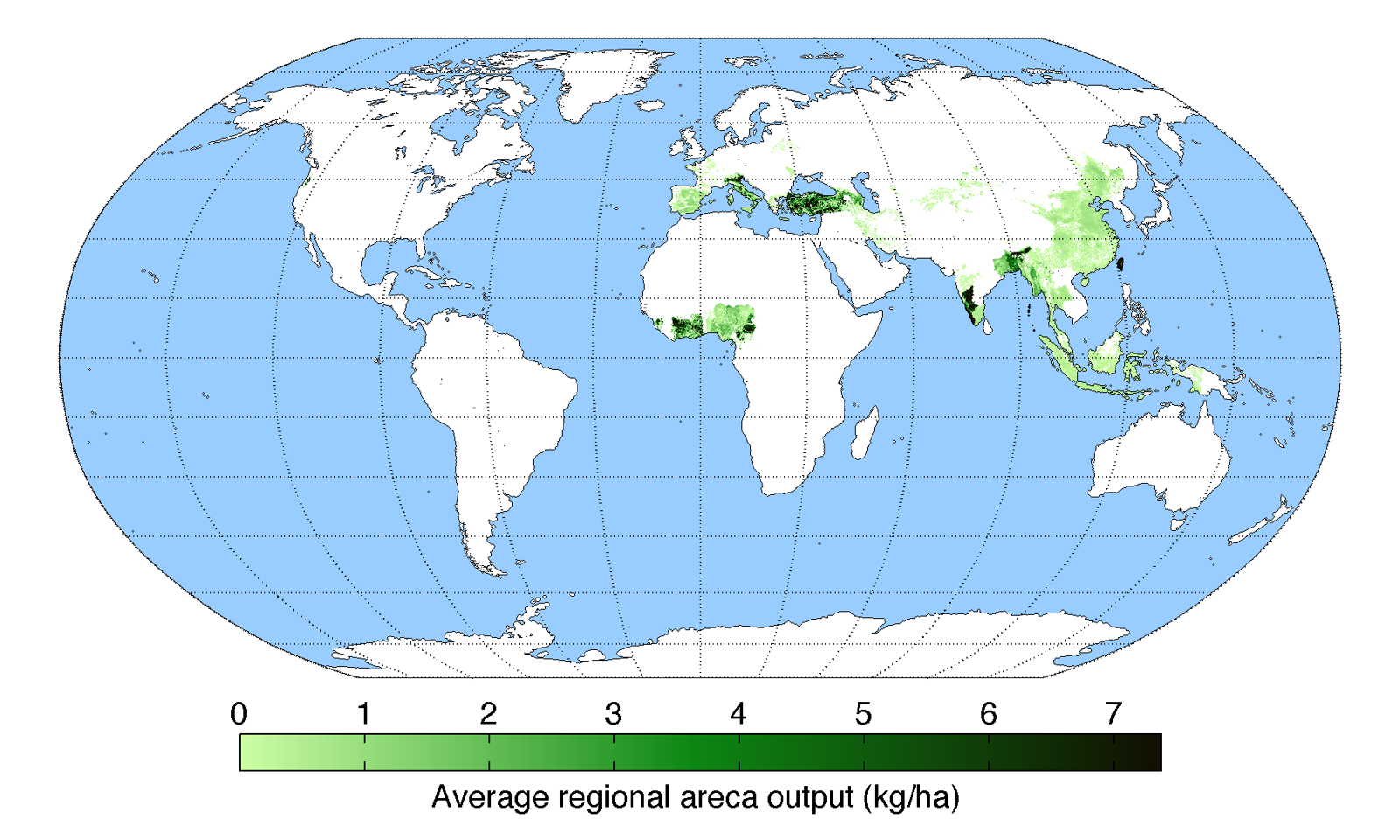
Produkcja pierwotna
Obieg węgla w przyrodzie

Obieg innych pierwiastków o znaczeniu biologicznym (np. żelaza) ma mniejsze znaczenie.